# パトムワンプリンセス・バンコク
座標: 北緯13度44分36.1秒 東経100度31分46.6秒 / 北緯13.743361度 東経100.529611度
パトムワンプリンセス・バンコク(Pathumwan Princess Bangkok)は、タイの首都であるバンコク・パトゥムワン区にある四つ星ホテル。運営はデュシットホテルズ&リゾーツ。

## 特徴
バンコク有数のショッピングセンターであるマーブンクローン・センター(MBK)に隣接し、ショッピングに理想的な場所に位置している。パヤータイ通り沿いにある。
最寄り駅はバンコク・スカイトレインのサナームキラーヘンチャート駅(National Stadium、สนามกีฬาแห่งชาติ、国立競技場駅)で、徒歩約5分で同駅に辿り着くため、街歩きにも便利である。
一部の客室からは2005年6月8日にFIFAワールドカップ・ドイツ大会のアジア最終予選における北朝鮮対日本戦が無観客試合で行われた際に使用されたスパチャラサイ国立競技場を眺めることができ、試合当日のそれらの客室は日本からの観光客やプレスで大賑わいだった。
1996年開業、462室。

## 施設
- シティービストロ(CiTi BiSTRo)　インターナショナルビュッフェ
- コンジュ(Kongju)　朝鮮料理
- ループ(Loop Italian Restaurant Bar & Terrace)　イタリアン
- 鍋屋(Nabe-Ya)　日本料理
- プール　屋外に1か所

など